# CCTV-3
CCTV-3 est la troisième chaîne de télévision nationale de la République populaire de Chine. Elle appartient au réseau de la Télévision centrale de Chine (en mandarin 中国中央电视台, en anglais CCTV pour China Central Television ), une société dépendante du Conseil d'État de la République populaire de Chine, l'une des principales instances gouvernementales du pays.
Cette chaîne est aujourd'hui essentiellement dédiée aux productions artistiques et aux spectacles, contemporains ou traditionnels. Les principales émissions diffusées sur son antenne sont 快乐驿站 (Le monde chantant), 乐中国行 (spectacles comiques) ou 文艺部特别节目 (émission consacrée à la littérature).

## Canada
Au Canada, la chaîne a été ajoutée à la liste des services par satellite admissibles du CRTC en décembre 2006. Elle est disponible chez quelques câblodistributeurs.